# Ernest King
Flådeadmiral Ernest Joseph King (23. november 1878 – 25. juni 1956) var øverstkommanderende for den amerikanske flåde og flådens operationschef (COMINCH-CNO) under 2. verdenskrig. Som COMINCH ledede han den amerikanske flådes operationer, planlægning og administration og var medlem af Joint Chiefs of Staff. Han var den amerikanske flådes næstøverste officer efter flådeadmiral William D. Leahy, og var den anden admiral, som blev forfremmet til femstjernet rang. Som COMINCH gjorde han tjeneste under flådeminister Frank Knox og senere under James Forrestal.

## Tidlige år
King blev født i Lorain, Ohio den 23. november 1878, søn af James Clydesdale King og Elizabath Keam King. Han blev uddannet på United States Naval Academy fra 1897 til 1901, og tog eksamen som den 4. i klassen. I hans sidste år på akademiet opnåede han rang af Cadet Lieutenant Commander, den højeste kadetrang på daværende tidspunkt.

## Overfladeskibe
Mens han stadig var på akademiet gjorde han tjeneste på USS San Francisco under den Spansk-amerikanske krig. Efter eksamen gjorde han tjeneste som underordnet officer på opmålingsskibet USS Eagle, slagskibene USS Illinois, USS Alabama og USS New Hampshire samt krydseren USS Cincinnati.
Mens han stadig var på flådeakademiet mødte han Martha Rankin ("Mattie") Egerton, en prominent person fra Baltimore, som han giftede sig med i flådeakademiets kapel den 10. oktober 1905. De fik seks døtre: Claire, Elizabeth, Florence, Martha, Eleanor og Mildred samt derefter en søn Ernest Joseph King, Jr. (kommandørkaptajn, USN Ret.)
King vendte tilbage til tjeneste i land ved Annapolis i 1912. Han fik sin første kommando, destroyeren USS Terry i 1914, hvor han deltog i den amerikanske besættelse af Veracruz. Han skiftede derefter over til et mere moderne skib USS Cassin.
Under 1. verdenskrig gjorde han tjeneste ved staben for viceadmiral Henry T. Mayo, den øverstkommanderende for Atlanterhavsflåden. Som sådan var han en hyppig gæst ved Royal Navy og kom med mellemrum i kamp som observatør om bord på britiske skibe. Det lader til at hans anti-britiske følelser udviklede sig i denne periode, selv om årsagerne er uklare. Han blev tildelt Navy Cross "for fremragende tjeneste indenfor set felt som assisterende stabschef for Atlanterhavsflåden".
Efter krigen blev King, som nu var kommandør, leder af Naval Postgraduate School. Sammen med kommandørerne Dudley Wright Knox og William S. Pye udarbejdede King en rapport om flådens uddannelser, som anbefalede ændringer i uddannelsen og karriereforløb. De fleste af rapportens anbefalinger blev accepteret og gennemført.

## Undervandsbåde
Før 1. Verdenskrig gjorde King tjeneste i overfladeskibe. Fra 1923 til 1925 beklædte han en række poster i forbindelse med undervandsbåde. Som ung kommandør var den bedste stilling han kunne sikre sig i 1921 ubådsmoderskibet USS Bridge. Den relativt nye undervandsstyrke gav mulighed for forfremmelse.
King deltog i et kort træningskursus på ubådsbasen i New London inden han overtog kommandoen over en ubådsdivision, hvor han hejste sit flag på USS S-20. Han nåede aldrig at gøre sig fortjent til ubådstegnet, selv om han foreslog udformningen af det nu velkendte delfintegn. I 1923 overtog han kommandoen af selve ubådsbasen. I denne periode ledede han bjærgningen af ubåden S-51, hvorved han gjorde sig fortjent til den første af hans tre Distinguished Service Medaljer.

## Flyvning
I 1926 spurgte kontreadmiral William A. Moffett, lederen af kontoret for flyvning, om King ville overveje at skifte til flådens flyvevæsen. King tog imod tilbuddet og overtog kommandoen over flyvebådsmoderskibet USS Wright med yderligere opgaver som senior hjælper ved staben for lederen af flyeskadrillerne i Atlanterhavsflåden.
Samme år vedtog Kongressen en lov, som krævede at alle med kommando over hangarskibe, flyvebådsmoderskibe og flådens flybaser i land skulle være uddannede flådepiloter. King meldte sig derfor på Naval Air Station Pensacola for at blive uddannet flådepilot i januar 1927. Han var den eneste kommandør i en klasse på 20, som også omfattede kommandørkaptajn Richmond K. Turner. King fik sine vinger som flådepilot nr. 3368 den 26. maj 1927 og genoptog kommandoen over Wright. I en periode fløj han jævnligt alene fra Annapolis på weekendbesøg ved sin familie, men hans soloflyvninger blev stoppet af et flåderegulativ, som forbød piloter på over 50 år at flyve solo. Mellem 1926 og 1936 fløj han i gennemsnit 150 timer om året.
King havde kommandoen over Wright indtil 1929, bortset fra en kort periode, hvor han ledede bjærgningen af USS S-4. Derpå blev han assisterende chef for kontoret for flyvning under Moffett. De to blev uvenner på grund af elementer af kontorets politik, og han blev erstattet af kommandørkaptajn John Henry Towers og blev overført til at lede Naval Station Norfolk.
Den 20. juni 1930 blev King kaptajn på hangarskibet USS Lexington – som dengang var et af de største hangarskibe i verden – og han havde kommandoen i de følgende to år.
I 1932 gik han på Naval War College. I en opgave med titlen "Betydningen af den nationale politik på strategien", gjorde King rede for teorien om at Amerikas svaghed bestod i det repræsentative demokrati:
| Citat | Historisk ... er det traditionelt og sædvanligt at vi er utilstrækkeligt forberedte. Dette er en kombineret effekt af en række faktorer, hvis karakter kun antydes: demokrati, som tenderer til at få enhver til at tro, at han ved alt. overmålet (indbygget i demokrati) af folk hvis egentlige interesse ligger i deres egen velfærd som individer. Glorificeringen af egne sejre i krig, og den tilsvarende uvidenhed om vore nederlag (og vanære) og deres grundlæggende årsager. Det almindelige menneskes (manden på gaden) manglende evne til at forstå årsag og virkning ikke kun i udenlandske men også i indenlandske forhold, samt hans manglende interesse i sådanne forhold. Hertil kommer den måde hvorpå vores repræsentative (republikanske) styreform har udviklet sig så den fremmer middelmådighed og under fremhæver vælgerkorpsets mangler, som allerede nævnt. | Citat |
|       | |       |

Efter admiral Moffets død ved nedstyrtningen af luftskibet USS Akron den 4. april 1933 blev King leder af kontoret for flyvning og blev forfremmet til kontreadmiral den 26. april 1933. Som chef for flyvekontoret arbejdede King tæt sammen med lederen af navigationskontoret kontreadmiral William D. Leahy om at øge antallet af flådepiloter.
Ved slutningen af hans periode som chef for flyvekontoret i 1936 blev King Commander, Aircraft, Base Force på Naval Air Station North Island. Han blev forfremmet til viceadmiral den 29. januar 1938 efter at være blevet Commander, Aircraft, Battle Force – på det tidspunkt kun en af tre viceadmiraler i US Navy.
King håbede på at blive udpeget til enten CNO eller øverstkommanderende for flåden, men den 15. juni 1939 blev han overført til "General Board", et sted hvor højtstående officerer tilbragte deres sidste år indtil pensioneringen. En række ekstraordinære omstændigheder ændrede imidlertid hans skæbne.

## 2. Verdenskrig
Hans karriere blev genoplivet af en af hans venner i flåden, CNO Admiral Harold "Betty" Stark, som var klar over at Kings talent for ledelse blev spildt i General Board. Stark udpegede King til øverstkommanderende for atlanterhavsflåden i efteråret 1940, og han blev forfremmet til admiral i februar 1941. Den 30. december 1941 blev han øverstkommanderende for den amerikanske flåde. Den 18. marts 1942 blev han udpeget til chef for flådeoperationer, hvor han efterfulgte Admiral Stark. Han er den eneste, som har haft begge disse poster samtidig. Den 17. december 1944 blev han forfremmet til den nyoprettede rang af flådeadmiral. Han gik på pension den 15. december 1945 men blev kaldt tilbage som rådgiver for flådeministeren i 1950.
Efter sin pensionering boede King i Washington, D.C.. Han var aktiv i sine første år som pensionist, men blev ramt af et invaliderende slagtilfælde i 1947, og efterfølgende dårligt helbred tvang ham til sidst til at blive på flådehospitalet ved Bethesda, Maryland, og på Portsmouth Naval Shipyard i Kittery, Maine. Han døde af et hjerteanfald i Kittery den 26. juni 1956 og blev begravet på kirkegården ved flådeakademiet i Annapolis, Maryland.

## Analyse
King var en dygtig men kontroversiel officer. Nogle anser ham for at have været en af de største admiraler i det 20. århundrede mens andre peger på at han aldrig havde kommando over skibe eller flåder i krigstid, og at hans anti-britiske holdninger førte ham til at træffe beslutninger, som kostede mange menneskeliv. Andre ser dette som et tegn på stærkt lederskab og hans vilje og evne til at modstå påvirkning fra både den britiske og den amerikanske hær på den amerikanske strategi i 2. verdenskrig, og roser hans til tider tydelige anerkendelse af den strategiske betydning af Stillehavskrigen. Hans afgørende rolle i den afgørende slag om Guadalcanal har givet ham beundrere i USA og Australien, og nogle anser ham endda for et organisatorisk geni. Han blev anset for grov og ubehagelig, og som følge heraf blev King afskyet af mange officerer, som han gjorde tjeneste med.
| Citat | Han var ... måske den mest hadede allierede leder under 2. verdenskrig. Kun den britiske feltmarskal Montgomery havde muligvis flere fjender. ... King elskede også fester og drak ofte for meget. Tilsyneladende reserverede han sin charme til overfor sine flådeofficerskollegers hustruer. På arbejdet "syntes han altid at være vred eller irriteret." | Citat |
|       | |       |

Der var en morsom bemærkning om King, som stammede fra en af hans døtre, og som blev fortalt af personel i flåden på daværende tidspunkt om at: "han er den i flåden med det mest uforanderlige temperament – han er altid rasende". Roosevelt beskrev King som en mand som "barberer sig hver morgen med en blæselampe".
Det fremgår flere steder, at da King blev udnævnt til CominCh bemærkede han: "Når de kommer i vanskeligheder tilkalder de de dumme svin". Da han imidlertid senere blev spurgt, om han havde sagt dette, svarede King, at det havde han ikke, men han ville have gjort det, hvis han havde tænkt på det.

### Reaktion på OperationPaukenslag
I begyndelsen af den amerikanske involvering i 2. verdenskrig var der ikke indført mørkelægning på den amerikanske østkyst, og fragtskibe sejlede ikke i konvoj. Kings kritikere undladelsen af disse tiltag til hans anglofobi, da konvojer og mørkelægning var britiske forslag, og King var efter sigende utilbøjelig til at lade sin højtelskede amerikanske flåde overtage ideer fra Royal Navy. Han nægtede også, indtil marts 1942, at låne britiske konvojeskortefartøjer, selv om den amerikanske flåde kun havde en håndfuld brugbare fartøjer. Han var imidlertid ivrig efter at få sine kaptajner til at angribe ubåde som forsvar af konvojer og planlagde modtræk mod tyske overfladeskibe allerede inden den tyske krigserklæring.
I stedet for konvojer lod King den amerikanske flåde og kystbevogtning gennemføre regulære anti-ubådspatruljer, men disse patruljer fulgte et fast skema. Ubådscheferne lærte hurtigt disse skemaer at kende, og koordinere deres angreb herefter. Ved at lade lysene være tændt på kysten blev handelsskibene oplyst og var lette mål for ubådene. Som følge heraf var der katastrofalt høje tab – alene 2 mio. tons i januar og februar 1942, og han blev udsat for et voldsomt pres fra begge af Atlanten. King var imidlertid modstander af konvojer fordi han var overbevist om at flåden ikke havde tilstrækkelig mange eskortefartøjer til at de ville blive effektive. Formering af konvojer med utilstrækkelig eskorte ville føre til længere sejltid fra havn til havn, og give fjenden en koncentreret gruppe af mål i stedet for et enkelt skib, som sejlede alene. Desuden var mørkelægning et følsomt politisk spørgsmål. Kystbyerne var modstandere, og pegede på mistede turistindtægter.
Det var først i maj 1942 at King samlede ressourcer – små kuttere og private fartøjer, som tidligere var blevet hånet – for at etablere et sammenhængende konvojsystem fra Newport, Rhode Island, til Key West, Florida.
I august 1942 var ubåds truslen mod skibsfarten i amerikanske kystfarvande blevet inddæmmet. Ubådenes 2. glade tid sluttede med tabet af syv ubåde og et dramatisk fald i sænkningerne. Det samme skete da konvojerne blev udvidet til Caribien. Trods det at ubådene til sidst blev besejret kan nogle af Kings indledende beslutninger på dette område betegnes som fejlagtige.
Til Kings forsvar har den kendte flådehistoriker Professor Robert W. Love udtalt, at "operation Paukenslag ud for den amerikanske kyst i starten af 1942 først og fremmest lykkedes fordi den amerikanske flåde allerede var indsat på anden vis: konvojtjeneste over Atlanterhavet, forsvar af troppetransporter og vedligeholdelse af en kraftig, fremskudt slagstyrke fra Atlanterhavsflåden for at forhindre svære tyske enheder i at bryde ud. Flådeledere, især admiral King var uvillig til at risikere troppetransporterne for at kunne yde sikkerhed til handelsskibene. Ikke-planlagte forlægninger af hærenheder betød også forstyrrelse af flådens planer, og det samme gjorde andre lejlighedsvise opgaver. I modsætning til den traditionelle historieskrivning var det hverken admiral Kings udokumenterede men ofte påståede anglofobi, en ligeledes udokumenteret tøven overfor at følge britiske råd, eller en præference for at følge en anden strategi, som forårsagede forsinkelse i indførelse af kystkonvojer. Forsinkelsen skyldtes en mangel på eskorteskibe, og det skyldtes forståelige modstridende prioriteter, en situation, som dikterede al allieret strategi indtil 1944."

### Andre beslutninger
Andre beslutninger, som blev opfattet som tvivlsomme, var hans tøven overfor at indsætte langtrækkende Liberator bombefly som patruljefly på Atlanterhavet (hvilket tillod ubådene at være i sikkerhed i midten af Atlanterhavet (det atlantiske hul), afvisning af at levere tilstrækkelig mange landgangsfartøjer til den allierede invasion i Europa og den tøvende holdning overfor at tillade den britiske flåde i Fjernøsten nogen rolle i Stillehavet overhovedet. I hvert af disse tilfælde tvang omstændighederne en revurdering igennem, eller hans beslutning blev omgjort. Det er ofte blevet pointeret at King ikke, i sin rapport efter krigen til flådeministeren, giver en præcis forklaring på det langsomme amerikanske svar på ubådstruslen ved den amerikanske østkyst i starten af 1942.
Det bør imidlertid bemærkes, at indførelsen af langtrækkende patruljefly på Atlanterhavet var en kompliceret sag, som blev vanskeliggjort af uenighed mellem hæren og flåden om ledelsen og styringen (flyene tilhørte hærens luftvåben, der var tale om en flådeopgave, og Stimson og Arnold afviste i starten af frigive flyene.) Selv om King bestemt havde anvendt tildelingen af skibe til det europæiske operationsområde som argument for at få de nødvendige ressourcer til sine mål i Stillehavet, leverede han (på general Marshalls anmodning) en yderligere måneds produktion af landgangsfartøjer til støtte for Operation Overlord. Mængden af transportfartøjer fra flåden til Overlord viste sig at være mere end tilstrækkelig.
Indsættelse af styrker fra det Britiske Imperium i Stillehavet var et politisk spørgsmålet.
Sagen blev påtvunget Churchill af de britiske stabschefer, ikke blot for at genetablere den britiske tilstedeværelse i området, men for at dæmpe enhver fornemmelse i USA af at briterne ikke foretog sig noget for at hjælpe med at besejre Japan. King insisterede på at flådeoperationerne mod Japan skulle forblive 100% amerikanske, og kæmpede arrigt imod tanken om en britisk flådetilstedeværelse i Stillehavet ved Quadrant-konferencen i slutningen af 1944, med henvisning (bl.a.) til vanskeligheden ved at forsyne yderligere flådestyrker i operationsområdet (af stort set samme årsag som Hap Arnold gjorde modstand mod tilbuddet om RAF-enheder i Stillehavet). Hertil kom, at King (sammen med Marshall) vedvarende havde modsat sig operationer, som ville bistå briterne med at generobre eller beholde nogen af sine førkrigskolonier i Stillehavet eller den østlige del af Middelhavet. Roosevelt afviste hans indvendinger og trods Kings indvendinger klarede den britiske flåde i Østasien sig godt mod Japan i de sidste måneder af krigen.
General Hastings Ismay, Winston Churchills stabschef, beskrev King som:
hård som stål og holdt sig stiv som et kosteskaft. Han var direkte og distanceret, næsten til det fornærmende. I begyndelsen var han intolerant og mistænkelig overfor alt britisk, især Royal Navy; men han var næsten lige så intolerant overfor den amerikanske hær. Krig mod Japan var det emne, som han havde studeret hele sit liv, og han hadede tanken om at amerikanske ressourcer blev anvendt til andre formål end at nedkæmpe japanerne. Han var mistroisk overfor Churchills overtalelsesevner, og var bekymret for at han ville narre præsident Roosevelt til at negligere krigen i Stillehavet.
Uanset hvad briterne følge var King en stærk tilhænger af Europa først strategien. Men hans medfødte aggressive indstilling tillod ham ikke at efterlade ressourcer ubenyttet i Atlanterhavet, som kunne anvendes i Stillehavet, især det "var tvivlsomt hvornår – om nogensinde – briterne ville gå med til en operation over Kanalen". King klagede en gang over at Stillehavet fortjente 30% af de allieredes ressourcer, men kun fik 15%. Da han under Casablanca-konferencen blev beskyldt af feltmarskal Sir Alan Brooke for at favorisere Stillehavskrigen blev diskussionen hed. Den kampivrige general Joseph Stilwell skrev: "Brooke blev væmmelig, og King blev godt sur. King kravlede næsten over bordet til Brooke. Gud hvor var han tosset. Jeg ville ønske, at han havde pandet ham en."
Efter Japans nederlag i Slaget om Midway var King fortaler for (med Roosevelts stiltiende godkendelse) invasionen af Guadalcanal. Da general Marshall gjorde modstand mod denne handling (samt mod den som skulle lede operationen), hævdede King at flåden (og marinekorpset) i så fald selv ville gennemføre operationen, og gav Admiral Nimitz ordre til at fortsætte den indledende planlægning. King fik til sidst sin vilje, og invasionen blev gennemført med opbakning fra værnscheferne. Den lykkedes til sidst, og var den første gang japanerne tabte territorium i krigen. På grund af hans opmærksomhed på Stillehavsområdet sættes han højt af nogle australske krigshistorikere.
På trods af (eller måske delvis fordi) de to mænd ikke kunne enes, betød den samlede indflydelse fra King og general Douglas MacArthur at ressourcerne til Stillehavskrigen blev forøget.
Af andre kontroverser omkring admiral Ernest King kan nævnes:
- Den amerikanske kystbevogtnings hjælpestyrke, også kendt som "Corsair Fleet".[37]
- Orlogskaptajn Joseph Rochefort og Slaget om Midway
- Krigsretten mod kommandør Charles Butler McVay III.[38]

## Karriere
- Kadet – Juni 1901

| Sekondløjtnant | Løjtnant         | Premierløjtnant | Orlogskaptajn | Kommandørkaptajn | Kommandør          |
| O-1            | O-2              | O-3             | O-4           | O-5              | O-6                |
| -------------- | ---------------- | --------------- | ------------- | ---------------- | ------------------ |
| Sekondløjtnant | Løjtnant         | Premierløjtnant | Orlogskaptajn | Kommandørkaptajn | Kommandør          |
| 7. juni 1903   | aldrig indehavet | 7. juni 1906    | 1. juli 1913  | 1. juli 1917     | 21. september 1918 |

| Kontreadmiral (nedre halvdel) | Kontreadmiral (øvre halvdel) | Viceadmiral     | Admiral         | Flådeadmiral      |
| O-7                           | O-8                          | O-9             | O-10            | O-11              |
| ----------------------------- | ---------------------------- | --------------- | --------------- | ----------------- |
| Kontreadmiral                 | Kontreadmiral                | Viceadmiral     | Admiral         | Flådeadmiral      |
| aldrig indehavet              | 26. april 1933               | 29. januar 1938 | 1. februar 1941 | 17. december 1944 |

King havde aldrig rang af løjtnant, men af administrative årsager udviser hans tjenesteblad, at han blev forfremmet til løjtnant og premierløjtnant på samme dag.
Alle rangoplysninger stammer fra Buell's "Master of Sea Power", pp. xii-xv.

## I erindring om
Missildestroyeren USS King blev opkaldt efter ham. Et stort gymnasium i hans hjemby bærer hans navn: "Admiral King High School". Ligeledes opkaldt efter ham er forsvarsministeriets gymnasium på Sasebo flådebasen i Japan. Spisesalen på flådeakademiet, King Hall, er opkaldt efter ham. I 1956 blev skoler på de amerikanske flådebaser tildelt navne på amerikanske helte fra fortiden. Skolen for det maritime personels børn på Sasebo basenb blev opkaldt efter King.
I anerkendelse af Kings store personlige og professionelle interesse i flådehistorie opkaldte flådeministeren et professorat i maritim historie ved Naval War College efter King.

## Eksterne kilder
- "Fleet Admiral Ernest Joseph King". Naval Historical Center, Department of the Navy. 1. juni 1996. Arkiveret fra originalen 20. november 2012. Hentet 2007-12-30. Ernest King's biografi på den officielle hjemmeside for U.S Department of the Navy.
- O'Connor, Jerome (februar 2004). "FDR's Undeclared War". Naval History magazine. U.S. Naval Institute. Arkiveret fra originalen 19. december 2007. Hentet 2007-12-30. En artikel, som dokumenterer "sons of bitches" citatet og andre relevante fakta.
- 24 bevæbnede trawlere fra RNPS 'Churchill's Pirate's' blev sendt af sted for at beskytte den amerikanske kyst i 1942. (Webside ikke længere tilgængelig)